# Monotoma emarginata
Monotoma emarginata es una especie de coleóptero de la familia Monotomidae.

## Distribución geográfica
Habita en Ontario (Estados Unidos).